# Lijst van zeeën op de Maan
Deze pagina geeft een lijst van alle zeeën (maria) op de Maan. Op de Maan bestaan niet werkelijk zeeën, het gaat om vulkanische vlakten waarvan men ten tijde van de naamgeving dacht dat het om zeeën ging.

## MariaenOceanus
Een incomplete lijst van alle maria (het enkelvoud is mare, dit is het Latijn voor zee) en van de enige oceanus.
| Latijnse naam        | Nederlandse vertaling     | Diameter |
| -------------------- | ------------------------- | -------- |
| Mare Anguis          | Slangenzee                | 240 km   |
| Mare Australe        | Zuidelijke Zee            | 970 km   |
| Mare Cognitum        | Bekende Zee               | 376 km   |
| Mare Crisium         | Zee van Crises            | 418 km   |
| Mare Fecunditatis    | Zee van de Vruchtbaarheid | 909 km   |
| Mare Frigoris        | Zee van de Koude          | 1596 km  |
| Mare Humboldtianum   | Zee van Humboldt          | 273 km   |
| Mare Humorum         | Zee van de Vochtigheid    | 389 km   |
| Mare Imbrium         | Zee van de Regen          | 1123 km  |
| Mare Ingenii         | Zee van de Onschuld       | 318 km   |
| Mare Insularum       | Zee van de Eilanden       | 513 km   |
| Mare Marginis        | Randzee                   | 420 km   |
| Mare Moscoviense     | Zee van Moskovië          | 277 km   |
| Mare Nectaris        | Zee van de Nectar         | 333 km   |
| Mare Nubium          | Zee van de Wolken         | 715 km   |
| Mare Orientale       | Oostelijke Zee            | 327 km   |
| Mare Serenitatis     | Bedaarde Zee              | 707 km   |
| Mare Smythii         | Zee van Smyth             | 373 km   |
| Mare Spumans         | Schuimzee                 | 139 km   |
| Mare Tranquillitatis | Zee van de Rust           | 873 km   |
| Mare Undarum         | Zee van de Golven         | 243 km   |
| Mare Vaporum         | Zee van de Dampen         | 245 km   |
| Oceanus Procellarum  | Oceaan van de Stormen     | 2568 km  |

## Lacus
Een incomplete lijst van alle lacus (het enkelvoud is ook lacus, dit is het Latijn voor meer)
| Latijnse naam        | Nederlandse naam              | Diameter |
| -------------------- | ----------------------------- | -------- |
| Lacus Aestatis       | Meer van de Zomer             | 90 km    |
| Lacus Autumni        | Meer van de Herfst            | 183 km   |
| Lacus Bonitatis      | Meer van de Goedheid          | 92 km    |
| Lacus Doloris        | Meer van Verdriet             | 110 km   |
| Lacus Excellentiae   | Meer van de Uitmuntendheid    | 184 km   |
| Lacus Felicitatis    | Meer van de Blijdschap        | 90 km    |
| Lacus Gaudii         | Meer van de Vreugde           | 113 km   |
| Lacus Hiemalis       | Meer van de Winter            | 50 km    |
| Lacus Lenitatis      | Meer van de Zachtheid         | 80 km    |
| Lacus Luxuriae       | Meer van de Luxe              | 50 km    |
| Lacus Mortis         | Meer van de Dood              | 151 km   |
| Lacus Oblivionis     | Meer van de Vergeetachtigheid | 50 km    |
| Lacus Odii           | Meer van de Haat              | 70 km    |
| Lacus Perseverantiae | Meer van Volharding           | 70 km    |
| Lacus Solitudinis    | Meer van de Eenzaamheid       | 139 km   |
| Lacus Somniorum      | Meer van de Dromen            | 384 km   |
| Lacus Spei           | Meer van de Hoop              | 80 km    |
| Lacus Temporis       | Meer van de Tijd              | 117 km   |
| Lacus Timoris        | Meer van de Angst             | 117 km   |
| Lacus Veris          | Meer van Ontstaan             | 396 km   |

## SinusenPaludes
Een incomplete lijst van alle sinus (het enkelvoud is ook sinus, dit is het Latijn voor 'baai') en paludes (het enkelvoud is palus, dit is het Latijn voor 'moeras').
| Latijnse naam     | Nederlandse naam          | Diameter |
| ----------------- | ------------------------- | -------- |
| Palus Epidemiarum | Moeras van de Epidemieën  | 286 km   |
| Palus Putredinis  | Moeras van de Rotting     | 161 km   |
| Palus Somni       | Moeras van de Slaap       | 143 km   |
| Sinus Amoris      | Baai van de Liefde        | 130 km   |
| Sinus Asperitatis | Baai van de Oneerlijkheid | 206 km   |
| Sinus Concordiae  | Baai van de Harmonie      | 142 km   |
| Sinus Fidei       | Baai van Vertrouwen       | 70 km    |
| Sinus Honoris     | Baai van de Eer           | 109 km   |
| Sinus Iridum      | Regenboogbaai             | 236 km   |
| Sinus Lunicus     | Baai van Lunik            | 126 km   |
| Sinus Medii       | Baai van het Midden       | 335 km   |
| Sinus Roris       | Baai van de Dauw          | 202 km   |
| Sinus Successus   | Baai van Succes           | 132 km   |